# Eduardo Boscá
Eduardo Boscá y Casanoves (Eduard Boscà i Casanoves, en valencien) est un médecin et naturaliste espagnol, né à Valence en 1843 et mort en 1924.

## Biographie
Il suit des études de Médecine à l'Université de Valence, puis il obtient son doctorat au département de Sciences naturelles de l'Université de Madrid en 1873. Il enseigne dans plusieurs établissements, d'abord à Xàtiva (1874), puis à Albacete (1876) et finalement à Ciudad Real.
Il revient à Valence en 1883 pour prendre le poste de directeur du Jardin botanique de Valence.
En 1892 il devient professeur d'Histoire naturelle à l'Université de Valence, poste qu'il occupe jusqu’à sa retraite en 1913. Grand collectionneur particulier,  il a créé un musée avec plus de 43 000 pièces de faune et flore recueillies dans la région de Valence.

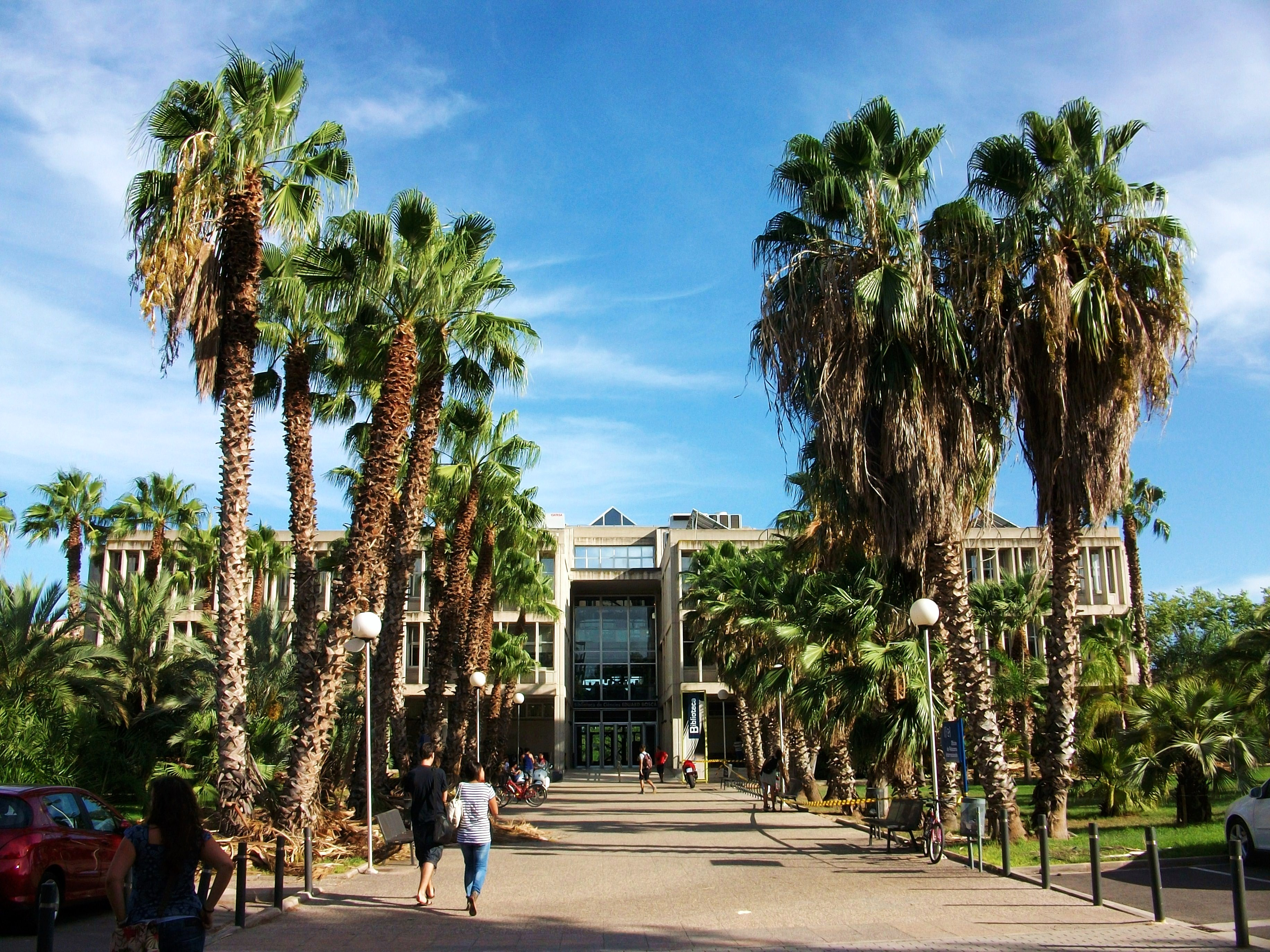
BU Sciences "Eduard Boscà" à Burjassot (Valence)

Il est considéré comme l'initiateur de l'herpétologie en Espagne. En effet, il réalise une étude exhaustive des reptiles dans la péninsule Ibérique, le Catalogue des reptiles et des amphibiens de la Péninsule Ibérique et des îles Baléares (1880), originellement publié en 1877 en espagnol. Or, sa première contribution scientifique importante concerne la mycologie : il s'agit de Memoria sobre los hongos comestibles y venenosos de la provincia de Valencia (1873).
Il découvre 3 nouvelles espèces :  deux espèces de reptiles, Vipera latastei et Chalcides bedriagai et un amphibien, Alytes cisternasii.
En son hommage, la Bibliothèque de Sciences de l'Université de Valence porte son nom.